# Luci Thai
Luci Thai (Long Beach, California; 13 de noviembre de 1984) es una actriz pornográfica estadounidense.

## Biografía
Luci nació y creció en Long Beach, California. Poco tiempo después de terminar el instituto, una de sus amigas comenzó a trabajar en la industria del porno y le pareció una idea interesante. Su amiga le proporcionó contactos en la industria X y muy poco tiempo después, tras cumplir los 19 años, Luci comenzó a trabajar como actriz porno muy activamente.
En tan solo dos meses Luci rodó más de 50 escenas y desde el comienzo de su carrera ha rodado escenas de pornografía gonzo muy dura, que es su favorita y la que más disfruta. Luci es famosa por su aspecto joven y exótico, su belleza asiática y las extremas prácticas sexuales que realiza en sus películas, tales como doble penetración, gang bang, bukkake, penetración vaginal doble y una gran multitud de escenas de sexo anal, entre otras. Ha trabajado un gran número de veces con la productora Anabolic, una de sus favoritas, y ha ganado especial fama gracias a sus escenas en varias películas de Jules Jordan. Es la actriz porno asiática más hardcore de la industria del porno.
Luci afirma que en realidad es heterosexual, pero a pesar de ello, le encanta rodar escenas de sexo lésbico. Su hermana, Nyla Thai, un año más joven que ella, también es actriz porno. A menudo es confundida con la actriz porno Lily Thai, pero en realidad no existe ninguna relación entre ellas. Luci está prometida con su novio y se casará en el año 2008, pero a pesar de ello, afirma que no va a dejar de trabajar en la industria X, que su trabajo le encanta y que tiene planes de seguir trabajando muy duro hasta alcanzar un gran estrellato, tuvo a su primer hijo en el año 2010 y el segundo en el 2011.